# Onandjokwe

Wahlkreiskarte von Oniipa

Onandjokwe ist eine Vorstadt von Oniipa im Wahlkreis Oniipa in der Region Oshikoto im Norden von Namibia. Sie ist vor allem missionsgeschichtlich durch die Missionsstation der Finnischen Evangelisch-Lutherische Missionsgesellschaft bekannt. Unter Missionar Selma Rainio entwickelte sich 1911 das gleichnamige Krankenhaus, an das seit 2013 das medizinische Museum Onandjokwe Medical Museum angegliedert ist.
Onandjokwe ist Sterbeort des Priesters Leonard Auala, der von finnischen Missionaren großgezogen wurde.